# Månsagyl
Månsagyl är en sjö i Olofströms kommun i Blekinge och ingår i Skräbeåns huvudavrinningsområde.